# 도니 판 더 베이크
도니 판 더 베이크(Donny van de Beek, 1997년 4월 18일~)는 네덜란드의 축구 선수이다. 포지션은 미드필더며 현재 스페인 프리메라리가의 지로나 FC 소속이다.

## 어린 시절
판 더 베이크의 부친은 아약스의 열렬한 팬이였기 때문에 판 더 베이크는 5살 때부터 축구 경기장에 가게 되었다.
이후 그의 아버지가 뛰었던 지역팀 페인스허 보이스 아카데미에서 축구를 배우기 시작했으며, 2014년 8월에 그는 아약스 유소년 아카데미에 3년 계약을 맺고 D팀에 배속되었다.2015년 1월 27일에는 2018년 중반까지 구단에 머물기 위해 계약 연장에 서명했다.

## 구단 경력

### 아약스

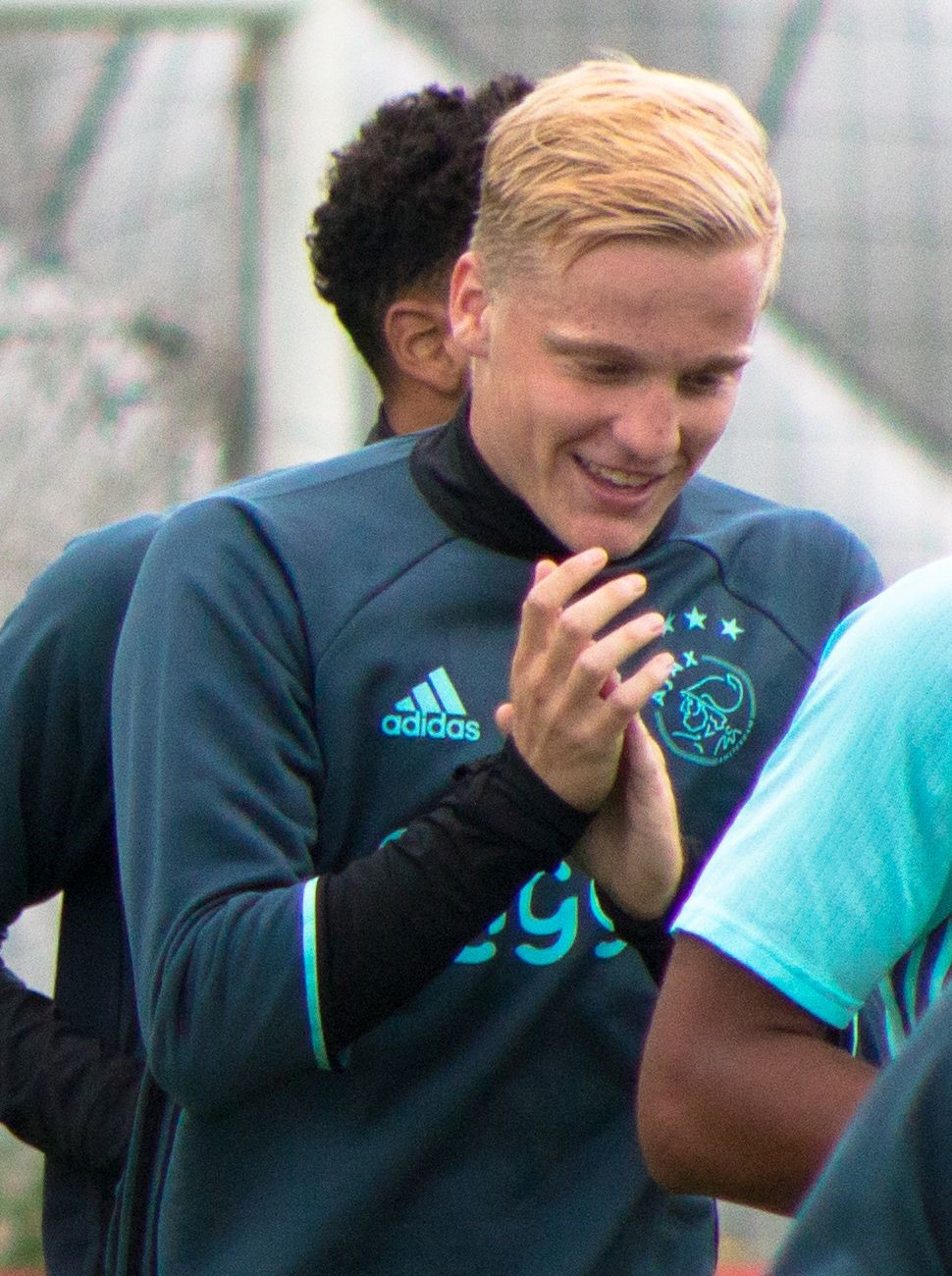

2015년 1월, 스파르타 로테르담과의 경기를 앞두고 용 아약스 소속으로 성인팀 데뷔전을 처렀다. 이후 그는 ADO 덴하흐과의 경기에서 아약스의 1군 명단에 이름을 올리게 되었지만 경기에는 출전하지는 못했다.
2015년 11월, 셀틱 FC와의 UEFA 유로파리그 경기에 소집되어 출전하면서 아약스 1군 데뷔전을 치렀고, 경기 이후 인터뷰에서 "아름답다"고 말하며 "경기를 잘 해냈다. 경기가 계속 왔다 갔다 해서 물론 힘들었다. 그래도 잘했다고 생각한다"고 소감을 밝혔다. 셀틱과의 경기 3일 뒤에 열린 PEC 즈볼러와의 경기에도 출전하면서 리그 데뷔전을 치렀으며,12월 10일에 열린 몰데 FK와의 유로파 리그 경기에서 프로 데뷔골을 기록했다.
2016-17시즌을 앞두고 아약스는 새로운 감독으로 페터르 보스를 선임했다. 페터르 감독은 도니 판 더 베이크를 중용하려고 했으며 PAOK FC와의 UEFA 챔피언스리그 예선을 앞두고 도니 판 더 베이크를 소집 명단에 포함시켰으며 도니 판 더 베이크는 PAOK와의 예선 1차전을 뛰었다.
2017-18시즌 OGC 니스와의 챔피언스리그 예선 경기에서 1,2차전 모두 득점을 기록했다. 하지만 팀은 원정다득점 규칙에 의해 예선에서 탈락했다. 2017년 11월 18일 도니 판 더 베이크는 NAC 브레다와의 에레데비시 경기에서 해트트릭을 기록해 팀의 8-0 승리를 이끌었다.
2018-19시즌 도니 판 더 베이크는 UEFA 챔피언스리그 조별리그 1차전 AEK 아테네와의 경기에서 득점을 기록했다. 도니 판 더 베이크의 활약은 팀이 대회 토너먼트에 진출하고서도 이어졌다. 8강 2차전에서 도니 판 더 베이크는 전반 34분 득점을 기록하며 2-1승리를 이루어내 크리스티아누 호날두가 이끄는 유벤투스 FC를 무너뜨렸다. 이에 그치지 않고 4강 1차전에서 결승골을 기록하며 토트넘 홋스퍼 FC를 1-0으로 침몰시켰다. 하지만 팀은 2차전에서 2-3으로 패해 4강에서 탈락했다.
2020-21시즌 여름 이적시장을 통해 잉글랜드 프리미어리그의 맨체스터 유나이티드로 이적했다.
그 후, 에버턴과 아인트라흐트 프랑크푸르트로 임대 이적을 하였고, 2024년 7월 12일(한국시간) 지로나 이적이 공식 발표되었다.

## 국가대표팀 경력

### 연령별 대표팀
판 더 베이크는 네덜란드의 17세 이하, 19세 이하,  20세 이하 및 21세 이하 대표팀 소속으로 뛰었다.
2013년 9월 11일에는 네덜란드 U-17 축구 국가대표팀에 소속으로 대표팀 데뷔전을 치렀다. 또한 이후 2014년 UEFA 유럽 선수권대회에 출전해 네덜란드의 대회 준우승에 기여했다.

### A 대표팀
2017년 11월 24일 도니 판 더 베이크는 루마니아 축구 국가대표팀과의 친선경기에 출전하면서 성인 국가대표팀 데뷔전을 치렀다. 이후 2020년 10월 14일, UEFA 네이션스리그의 이탈리아와의 원정 경기에서 첫 A매치 골을 기록했으며, 팀은 1-1 무승부를 기록했다.

## 수상

### 팀

#### AFC 아약스
- 에레디비시 우승: 2018-19
- KNVB컵 우승: 2018-19
- 요한 크라위프 스할 우승: 2019

#### 네덜란드 U-17
- UEFA U-17 축구 선수권 대회 준우승: 2014